# Dorfkirche Bantikow

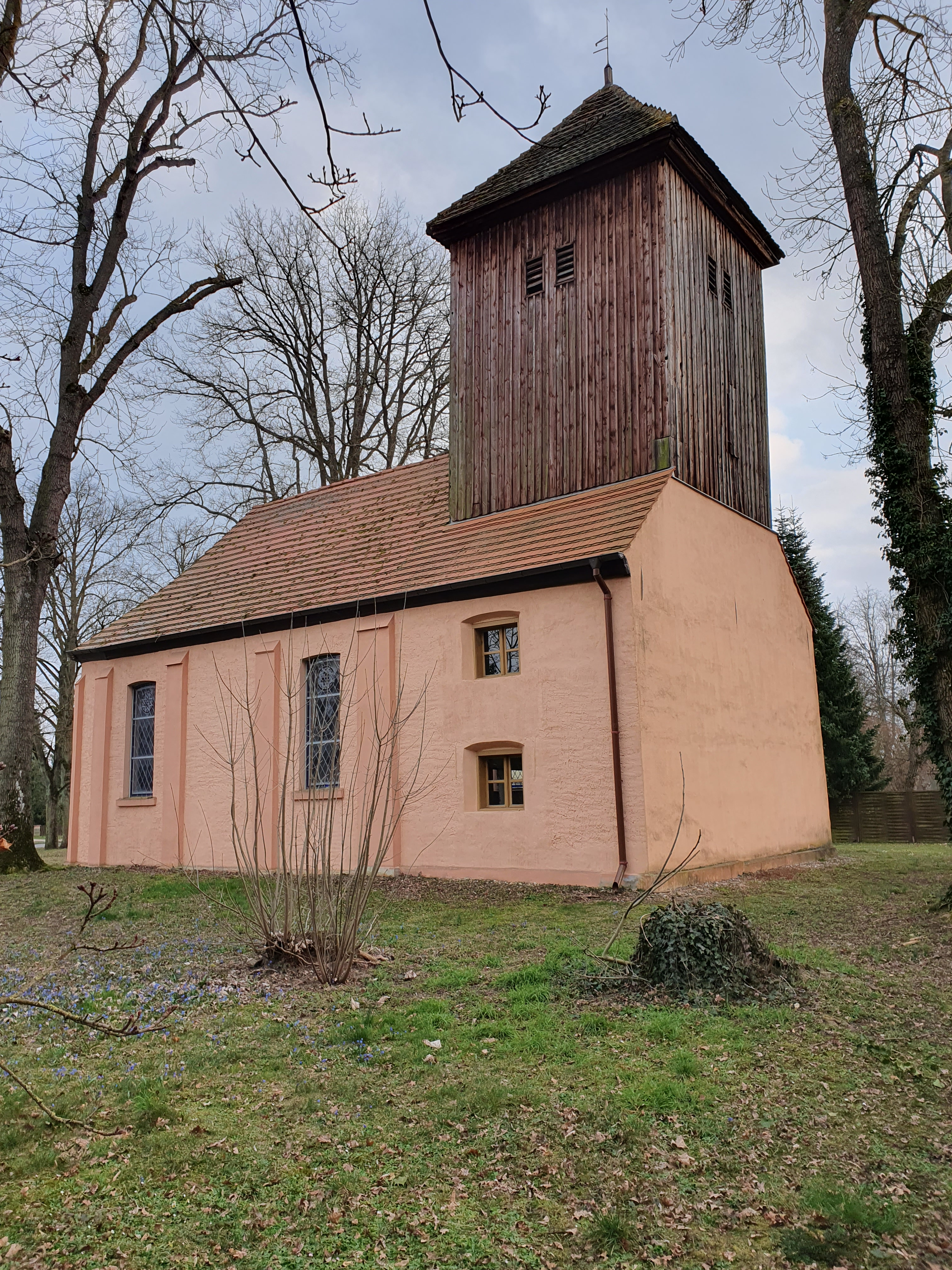
Nordwestansicht

Die Dorfkirche Bantikow ist ein denkmalgeschütztes Kirchengebäude im Ortsteil Bantikow der Gemeinde Wusterhausen/Dosse im Landkreis Ostprignitz-Ruppin des deutschen Bundeslandes Brandenburg. Die Kirche gehört zur Hoffnungskirchengemeinde Wusterhausen im Kirchenkreis Prignitz der Evangelischen Kirche Berlin-Brandenburg-schlesische Oberlausitz.

## Architektur
Der verputzte Saalbau aus Backstein mit einem 17 m langen und 8,50 m breiten Kirchenschiff wurde im Jahr 1792 errichtet. Er ist mit flachen Strebepfeilern besetzt und hat einen runden Ostschluss. Die Fenster sind in Stichbogen geschlossen. Vier der Fenster sind bleiverglaste Buntfenster. Der verbretterte Fachwerk-Dachreiter auf dem Westende des Schiffes stammt aus der Entstehungszeit der Kirche. 

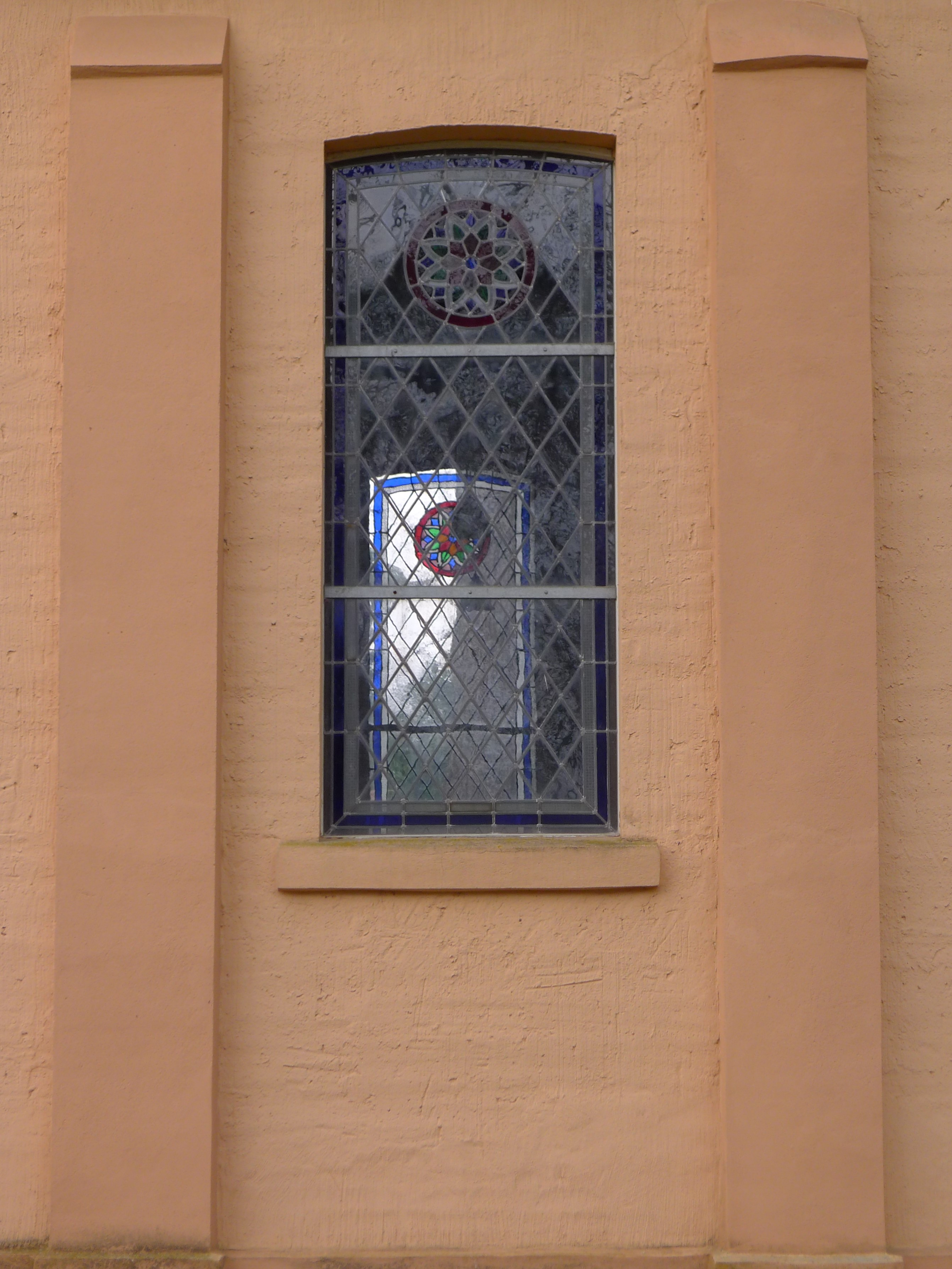
Fenster

## Innengestaltung
Der Innenraum enthält eine Westempore und einen schlichten klassizistischen Kanzelaltar mit seitlichen Durchgängen. Die Orgel von Friedrich Hermann Lütkemüller ist aus dem Jahr 1876 und besitzt sechs Register auf einem Manual und angehängtem Pedal.